# السياحة الإسرائيلية في مصر
السياحة الإسرائيلية في مصر هي دخول أفراد أو أفواج سياحية اسرائيلية من إسرائيل إلى مصر. وغالبا ما يتم ذلك عن طريق المنافذ البرية في سيناء.
| السنة | عدد السواح |
| ----- | ---------- |
| 1986  | -          |
| 1987  | -          |
| 1988  | -          |
| 1989  | -          |
| 1990  | -          |
| 1991  | -          |
| 1992  | -          |
| 1993  | -          |
| 1994  | -          |
| 1995  | -          |
| 1996  | -          |
| 1997  | -          |
| 1998  | -          |
| 1999  | -          |
| 2000  | -          |
| 2001  | -          |
| 2002  | -          |
| 2003  | -          |
| 2004  | 389,000 *  |
| 2005  | 256,000 *  |
| 2006  | 171,000    |
| 2007  | -          |
| 2008  | -          |

## التاريخ
بدأ تدفق السياح الاسرائيليين إلى مصر عقيب توقيع اتفاقية السلام الاسرائيلية المصرية المعروفة باسم «كامب ديفيد» عام 1979. والتي تسمح بدخول السائحين من إسرائيل للحدود المصرية بدون تأشيرات سفر.

## المردود الاقتصادي
تبلغ نسبة السياحة الإسرائيلية في مصر نسبة 2% ، حيث أنها تعتمد على نوع معين من سياحة الأفراد الشباب الذين يعبرون منفذ إيلات، إما بالأتوبيسات أو السيارات الخاصة أو الموتوسيكلات خلال عطلات نهاية الأسبوع والأعياد وهم يحملون أطعمتهم ومشروباتهم ويقيمون العشش والبيوت البدوية في منطقة «العسلة» بدهب، وقرية الطرابين في نويبع، وكانت هذه المناطق بدايات لوجود السياح الإسرائيليين، ثم زادت أعدادهم إلي نويبع ودهب وطابا، وهذه المناطق تعتبر الأرخص بالنسبة لهم، حيث لا تتعدي أسعار المبيت فيها ما بين 5 و10 دولارات في الليلة.
وحتى السياح الإسرائيليون الواصلون إلى باقي المدن المصرية فإنها غالبا من النوع الذي يرتاد المطاعم الشعبية ويستخدم المواصلات العامة المدعمة، كما أن تلك السياحة تتكلف نفقات أمنية عالية لتأمينها، إلى جانب تحطيمها للشعاب المرجانية التي تكونت عبر آلاف السنين.
وتشير إحصائيات هيئة تنشيط السياحة إلي أن نسبة السياحة الإسرائيلية عام 2004 التي دخلت إلي منفذ إيلات، 389,000 إسرائيلي، وفي عام 2005 دخل إلي جنوب سيناء 256,000، بنسبة انخفاض 34%، وخلال الستة أشهر الأخيرة، بلغت 80,000، أي بانخفاض 32%، وبالمقارنة بأعداد السياحة الأوروبية لمصر.
و بلغ عدد السياح الإسرائيليين الواصلين إلى مصر عام 2006 نحو 171,000 بنسبة 1.9% من الإجمالي، مع الأخذ في الاعتبار سهولة دخولهم لمدن جنوب سيناء بلا تأشيرات.